# Anastasia Pyrgiotis
Anastasia Pyrgiotis es una deportista griega que compite en bochas adaptadas. Ganó una medalla de bronce en los Juegos Paralímpicos de Tokio 2020 en la prueba de dobles mixto (clase BC3).

## Palmarés internacional
| Juegos Paralímpicos | Juegos Paralímpicos | Juegos Paralímpicos | Juegos Paralímpicos |
| Año                 | Lugar               | Medalla             | Prueba              |
| ------------------- | ------------------- | ------------------- | ------------------- |
| 2020                | Tokio (Japón)       | Medalla de bronce   | Dobles BC3 mixto    |